# Đào Thiên Hải
Đào Thiên Hải (sinh 10 tháng 5 năm 1978 tại Sa Đéc, Đồng Tháp) là đại kiện tướng cờ vua đầu tiên của Việt Nam, là người Việt đầu tiên thi đấu với vua cờ thế giới Garry Kasparov. Anh cũng là kỳ thủ Việt Nam đầu tiên lọt vào top 100 thế giới (tháng 7 năm 1993, khi mới 15 tuổi) . Elo cao nhất của anh là 2609, Elo hiện tại của anh đứng thứ tư ở Việt Nam.
Tại Đại hội Thể thao châu Á 2006 ở nội dung cờ nhanh, Đào Thiên Hải luôn ở trong nhóm dẫn đầu, bỏ lỡ cơ hội giành huy chương vàng, cuối cùng giành được huy chương bạc . Tháng 10 năm 2008 Đào Thiên Hải giành huy chương bạc thể loại cờ vua đôi nam nữ cùng với Lê Kiều Thiên Kim tại giải Vô địch trí tuệ thế giới Mind Sports tổ chức tại Bắc Kinh. Đây cũng thành tích cao nhất của đội Việt Nam tại giải. Tại giải Olympiad cờ vua thế giới năm 2008 anh ngồi bàn 3, đạt 6,5 điểm / 9 ván (5 thắng 3 hoà 1 thua, trong đó có ván thắng Vương Hạo, hoà Pavel Eljanov) góp phần đưa Việt Nam lần đầu tiên lọt vào top 10 trong một Olympiad cờ vua (9 / 154 quốc gia và vùng lãnh thổ tham dự), đồng thời hạng nhất nhóm B.
Đầu năm 2009, anh xếp hạng nhì giải cờ vua hạng Nhất Việt Nam (tương đương giải vô địch quốc gia) . Năm 2011, Đào Thiên Hải vô địch quốc gia .
Cuối tháng 8 đầu tháng 9 năm 2012, Hải giữ vị trí dự bị của đội tuyển Việt Nam tại Olympiad Cờ vua thứ 40. Anh góp phần đưa Việt Nam đạt thành tích cao nhất trong lịch sử là hạng 7 đồng đội nam .
Tháng 4 năm 2016, tại Giải đồng đội châu Á, anh cùng đồng đội giành 2 huy chương bạc ở nội dung nhanh và chớp, đều thất bại trước Trung Quốc ở chung kết.
Ngày 5 tháng 8 năm 2017, ông Đào Thiên Hải đã thành lập Trường Cờ vua Đào Thiên Hải với Mục tiêu của chúng tôi là đào tạo thế hệ trẻ em Việt Nam phát triển tư duy và đạt được tiềm năng cao nhất thông qua Cờ Vua http://daothienhaichessschool.vn/ Lưu trữ ngày 20 tháng 3 năm 2023 tại Wayback Machine

## Thành tích
- Vô địch thế giới lứa tuổi dưới 16
- 3 lần Vô địch giải quốc tế khu vực 3.2A
- Huy chương bạc ASIAD 2006
- Huy chương vàng SEA Games 2011 nội dung cờ đôi nam/nữ [11]
- 6 lần vô địch quốc gia
- 7 lần vô địch giải cờ nhanh quốc gia
- 5 lần lọt vào danh sách Top 10 vận động viên tiêu biểu của Việt Nam
- 5 lần lọt vào vòng chung kết giải vô địch thế giới và nhiều huy chương, danh hiệu khác

Với những thành tích trong thể thao, anh được Nhà nước Việt Nam trao tặng Huân chương Lao động hạng 3

## Cuộc sống riêng
Đào Thiên Hải kết hôn với Nguyễn Thị Thu Hường (Chủ tịch UBND Quận 10) vào tháng 11 năm 2001. Thu Hường cũng từng là một kỳ thủ. 2 người có với nhau 1 con trai (sinh 2004) và 1 con gái (sinh 2008).